# Chris Coleman (político)
Christopher "Chris" B. Coleman (n. St. Paul, Minnesota, 1 de septiembre de 1961) es un político estadounidense hijo de Nicholas D. "Nick" Coleman y alcalde de St. Paul entre 2006 y 2018, cargo que alcanzó al derrotar al anterior titular en 2005 (Randy Kelly), luego de recibir un apoyo sostenido de diversas figuras demócratas; en efecto, durante su campaña, fue visitado por Wesley Clark, John Kerry, y Bill Richardson, mientras que Hillary Clinton y John Edwards lo apoyaron activamente. En las elecciones generales, Coleman alcanzó el 69% versus el 31% de su contrincante.
Tomó posesión el 3 de enero de 2006, firmando al poco tiempo una ordenanza que castigaba el consumo de tabaco en todos los bares y restaurantes que se encontraran dentro de los límites de la ciudad, medida que había sido largamente rechazada por su predecesor. Declinó su postulación a un cuarto mandato y fue sucedido en el cargo por Melvin Carter tras ganar las elecciones municipales de 2017.